# Canoa/kayak ai Giochi della XXX Olimpiade - K1 200 metri maschile
La gara di velocità K1, 200 metri, per Londra 2012 si è svolta al Dorney Lake dal 10 all'11 agosto 2012.

## Programma
| Data                   | Ora         | Round               |
| ---------------------- | ----------- | ------------------- |
| Venerdì 10 agosto 2012 | 09:30 11:02 | Batterie Semifinali |
| Sabato 11 agosto 2012  | 09:30       | Finali              |

## Risultati

### Batterie

#### Batteria 1
| Pos. | Atleta              | Paese     | Tempo  | Note |
| ---- | ------------------- | --------- | ------ | ---- |
| 1    | Mark de Jonge       | Canada    | 35"396 | Q    |
| 2    | Piotr Siemionowski  | Polonia   | 35"990 | Q    |
| 3    | Momotarō Matsushita | Giappone  | 36"096 | Q    |
| 4    | Egidijus Balčiūnas  | Lituania  | 36"173 | Q    |
| 5    | César de Cesare     | Ecuador   | 36"181 | Q    |
| 6    | Murray Stewart      | Australia | 37"202 |      |
| 7    | Mohamed Ali Mrabet  | Tunisia   | 38"291 |      |

#### Batteria 2
| Pos. | Atleta           | Paese         | Tempo  | Note |
| ---- | ---------------- | ------------- | ------ | ---- |
| 1    | Ed McKeever      | Gran Bretagna | 35"087 | Q    |
| 2    | Marko Novaković  | Serbia        | 35"212 | Q    |
| 3    | Miklós Dudás     | Ungheria      | 35"323 | Q    |
| 4    | Evgenij Salachov | Russia        | 35"652 | Q    |
| 5    | Maxime Richard   | Belgio        | 36"125 | Q    |
| 6    | Tim Hornsby      | Stati Uniti   | 37"202 | q    |
| 7    | Mostafa Mansour  | Egitto        | 38"291 |      |

#### Batteria 3
| Pos. | Atleta          | Paese      | Tempo  | Note |
| ---- | --------------- | ---------- | ------ | ---- |
| 1    | Saúl Craviotto  | Spagna     | 35"552 | Q    |
| 2    | Maxime Beaumont | Francia    | 35"571 | Q    |
| 3    | Kasper Bleibach | Danimarca  | 36"610 | Q    |
| 4    | Ronald Rauhe    | Germania   | 35"817 | Q    |
| 5    | Zhou Yubo       | Cina       | 38"316 | Q    |
| 6    | Joshua Utanga   | Isole Cook | 38"966 |      |

### Semifinali

#### Semifinale 1
| Pos. | Atleta              | Paese     | Tempo  | Note |
| ---- | ------------------- | --------- | ------ | ---- |
| 1    | Mark de Jonge       | Canada    | 35"595 | Q    |
| 2    | Saúl Craviotto      | Spagna    | 35"597 | Q    |
| 3    | Marko Novaković     | Serbia    | 36"293 | Q    |
| 4    | Evgenij Salachov    | Russia    | 36"312 | Q    |
| 5    | Kasper Bleibach     | Danimarca | 36"667 |      |
| 6    | César de Cesare     | Ecuador   | 36"975 |      |
| 7    | Momotarō Matsushita | Giappone  | 37"201 |      |
| 8    | Zhou Yubo           | Cina      | 39"042 |      |

#### Semifinale 2
| Pos. | Atleta             | Paese         | Tempo  | Note |
| ---- | ------------------ | ------------- | ------ | ---- |
| 1    | Ed McKeever        | Gran Bretagna | 35"619 | Q    |
| 2    | Maxime Beaumont    | Francia       | 35"814 | Q    |
| 3    | Miklós Dudás       | Ungheria      | 35"993 | Q    |
| 4    | Ronald Rauhe       | Germania      | 36"183 | Q    |
| 5    | Egidijus Balčiūnas | Lituania      | 36"495 |      |
| 6    | Piotr Siemionowski | Polonia       | 36"507 |      |
| 7    | Maxime Richard     | Belgio        | 37"029 |      |
| 8    | Tim Hornsby        | Stati Uniti   | 37"660 |      |

### Finali

#### Finale B
| Pos. | Atleta              | Paese       | Tempo  | Note |
| ---- | ------------------- | ----------- | ------ | ---- |
| 1    | Kasper Bleibach     | Danimarca   | 37"802 |      |
| 2    | Egidijus Balčiūnas  | Lituania    | 37"995 |      |
| 3    | Momotarō Matsushita | Giappone    | 38"040 |      |
| 4    | César de Cesare     | Ecuador     | 38"075 |      |
| 5    | Maxime Richard      | Belgio      | 38"435 |      |
| 6    | Piotr Siemionowski  | Polonia     | 38"585 |      |
| 7    | Tim Hornsby         | Stati Uniti | 39"370 |      |
| 8    | Zhou Yubo           | Cina        | 40"157 |      |

#### Finale A
| Pos. | Atleta           | Paese         | Tempo  | Note |
| ---- | ---------------- | ------------- | ------ | ---- |
|      | Ed McKeever      | Gran Bretagna | 36"246 |      |
|      | Saúl Craviotto   | Spagna        | 36"540 |      |
|      | Mark de Jonge    | Canada        | 36"657 |      |
| 4    | Maxime Beaumont  | Francia       | 36"688 |      |
| 5    | Evgenij Salachov | Russia        | 36"825 |      |
| 6    | Miklós Dudás     | Ungheria      | 36"830 |      |
| 7    | Marko Novaković  | Serbia        | 37"094 |      |
| 8    | Ronald Rauhe     | Germania      | 37"553 |      |